# Johann Christian Schmidt (Kaufmann)

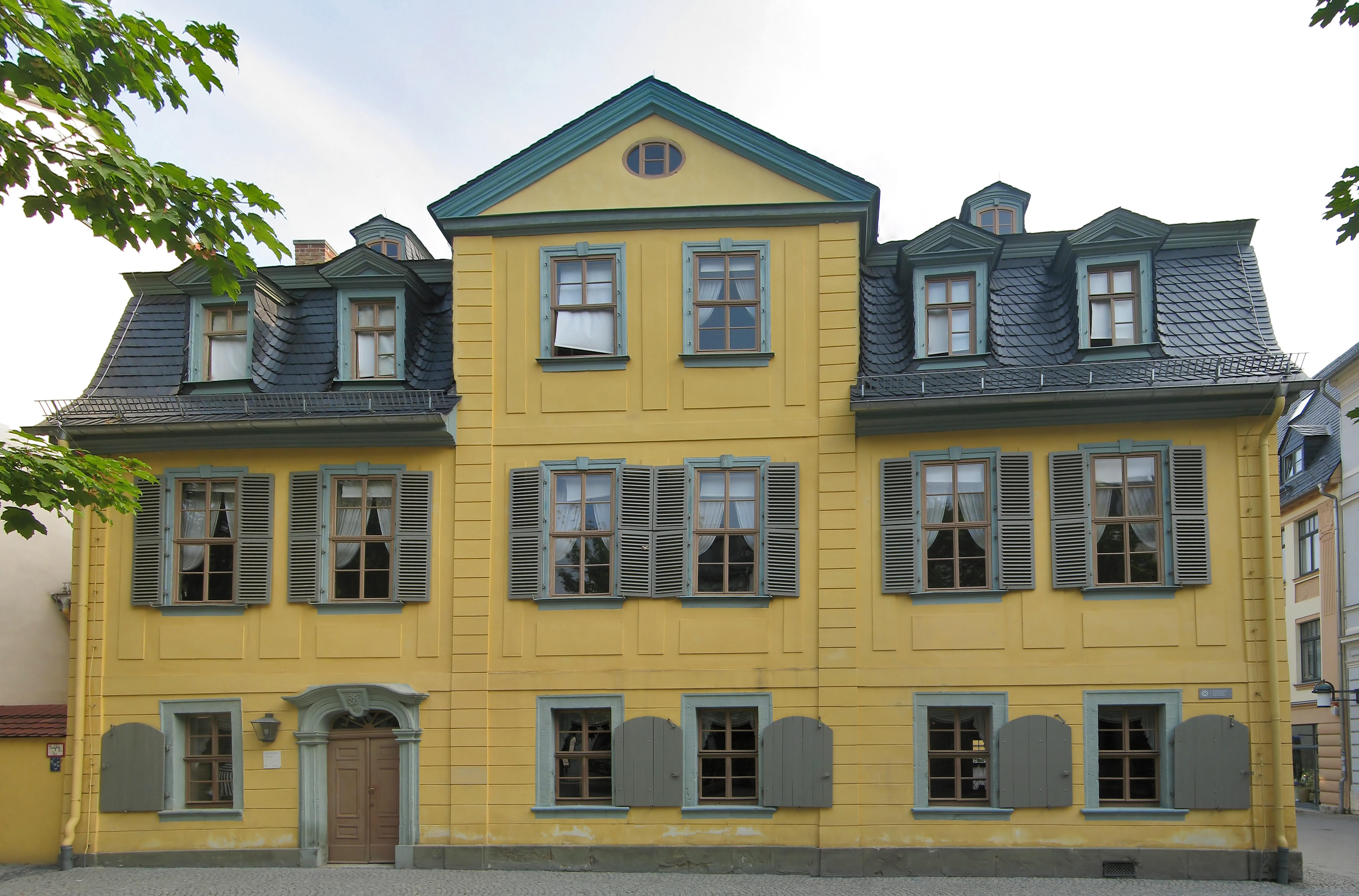
Schillerhaus

Johann Christian, auch: Christoph, Schmidt (geb. 1735 in Tiefurt; gest. ?) war ein deutscher Kaufmann im Weimar des 18. Jahrhunderts.

## Leben
Schmidt ließ in Weimar 1777 ein Wohnhaus von Anton Georg Hauptmann errichten, welches als Schillerhaus Weimar Bedeutung erlangen sollte. Es war eigentlich ein Hinterhaus seines Wohnhauses in der Windischengasse. Im Jahre 1801 verkaufte Schmidt das Haus an den Kammerherrn Joseph Charles Mellish of Blyth, der wiederum 1802 es an Friedrich Schiller weiterverkaufte.

## Familie
Schmidts Ehefrau Johanna Friedericke Christiana entstammte der musikalischen Allstedter Familie Martini. Die Tochter Marie Henriette Caroline Schmidt wurde durch Heirat mit Wilhelm Christian Gottfried von Herder zur Marie Henriette Caroline von Herder. So wurde sie Verwandte von Johann Gottfried Herder, nämlich Schwiegertochter.
Der Schauspieler und Theaterdirektor Heinrich Schmidt war Schmidts Sohn, der Kapellmeister Gustav Schmidt sein Enkel.